# Goma elàstica

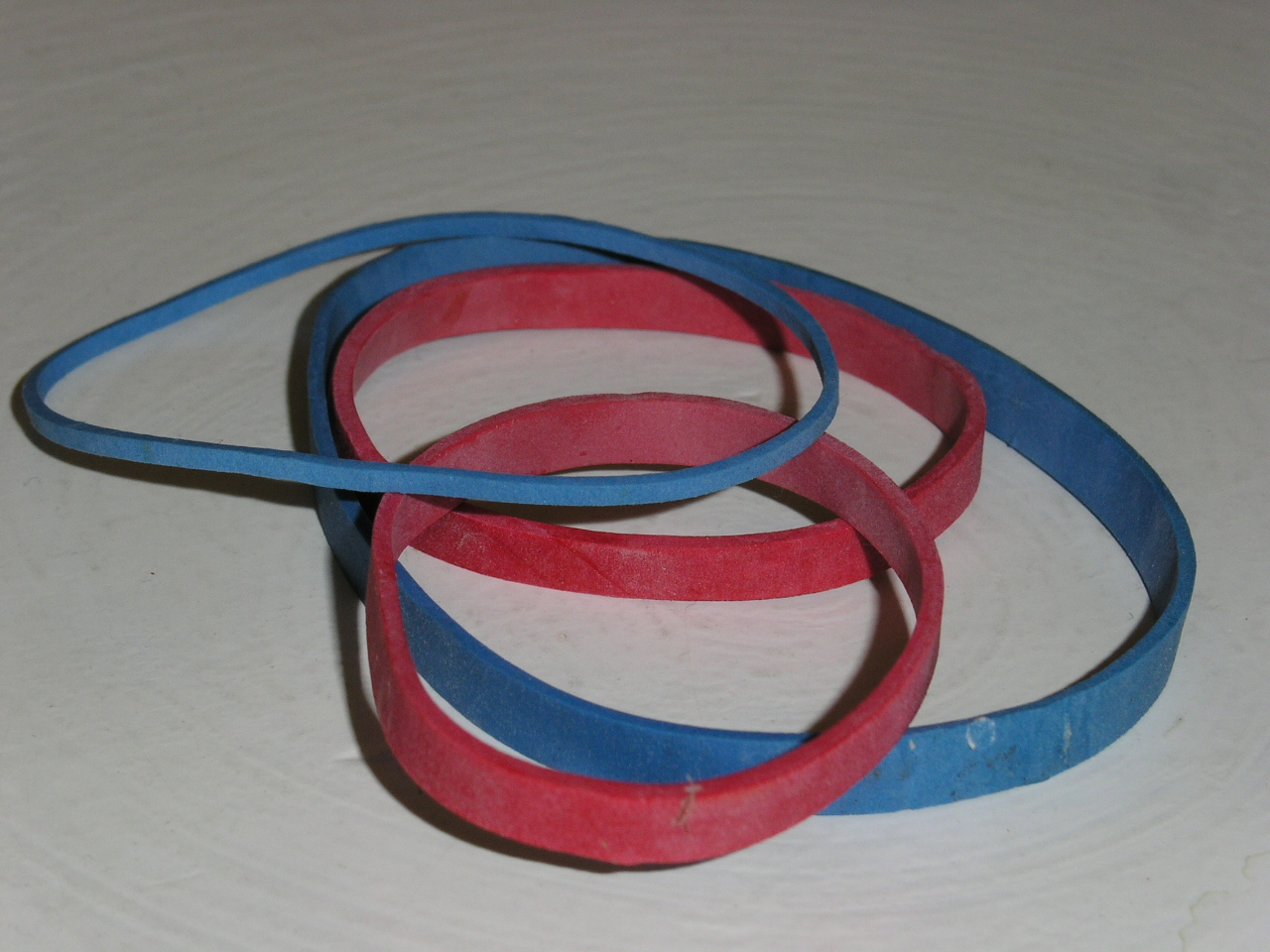
Gomes elàstiques.

Una  goma elàstica  és una banda de cautxú elàstica. Generalment està unida un extrem amb un altre formant una espècie de cercle elàstic.
Està format per les segregacions de cautxú d'alguns vegetals (anomenat així) o d'origen sintètic, i conté hidrocarburs que li donen una menor elasticitat però li proporcionen aquesta duresa i adherència característiques de la goma.
És un aïllant perfecte de l'aigua i de l'electricitat, però té poca resistència al foc i a la calor.
En usos comercials la goma és utilitzada en aparells electrònics com els reproductors de cassets i altres que contenen sistemes d'engranatge mecànics com els vídeos VHS.
En alguns casos se la coneix com a banda elàstica. Es pot dissoldre en trementina